# 志愿者困境
志愿者困境（英語：Volunteer's dilemma），是組博弈模型。該模型中，有N个参与者，每人都面临要么牺牲自己小部分利益尋求更大的利益，或者选择搭便车。
美國科學作家威廉·庞士东用如下场景来描述该博弈：有一个社区都停电了，社区裡所有居民都知道，只要有一个人花钱打电话给电力公司，电力公司就会修复这个问题。但是如果没有志愿者，所有人都面临一直没电的情况。如果有一个人决定做志愿者，其他人都会因为没有做而获益。
该博弈衍生出很多实验，但所有实验的结果都与标准博弈论预测相违背。

## 收益矩阵
该博弈的收益矩阵如下：
|      | 另外至少有一个人合作 | 其他人都不合作 |
| 合作 | 15                   | 15             |
| 对抗 | 20                   | -100           |